# 5e régiment de spahis algériens
Pour les articles homonymes, voir 5e régiment.
Le 5e régiment de spahis algériens (5e RSA) est une unité de cavalerie de l'Armée de terre française rattachée à l'Armée d'Afrique.

## Création et différentes dénominations
- 6 juin 1914 : création du 5e régiment de spahis algériens
- 1er août 1962 : Dissolution

## Historique des garnisons, campagnes et batailles

### Première Guerre mondiale

#### Affectations
Prévu par décret ministériel du 15 mai 1914, le régiment est créé le 6 juin 1914 en Algérie, alors sous domination française. Son état-major est basé à Sidi Bel Abbès. Il est constitué de cinq escadrons sous les ordres du colonel de Bouillon. Un 6e escadron est créé le 11 septembre 1914[réf. souhaitée].

#### 1914
Les trois premiers escadrons servent au Maroc. Les autres escadrons sont envoyés combattre en France dans des régiments de marche. 

#### 1917
Le 18 octobre 1917, le 1er escadron du 1er régiment de spahis est versé au régiment où il prend le numéro 7. 

#### 1918
Une partie de cet escadron forme le 1er mars 1918 le peloton de mitrailleur du régiment, le reste constitue avec les éléments de dépôt le 8e escadron le 11 juillet 1918. 

Un 9e escadron est formé le 2 février 1919. Ces deux escadrons partent pour la France.
Le 1er, le 2e et le 3e escadron du régiment sont principalement chargés de missions d'escorte de convois et de reconnaissance, notamment à Boudnib au Maroc et dans la région de Béchar en Algérie. Les 4e et 5e escadrons participent, quant à eux, à la campagne en France métropolitaine.
Le 4e escadron débarque à Marseille le 4 septembre 1914 et participe aux combats dans la région de Compiègne. Il s'illustre ensuite dans la bataille de la Marne jusqu'au 17 octobre. Il participe à l'offensive sur la Somme en septembre 1915, puis aux combats à Aix-Noulette, à Jonchery, à Larzicourt et en Lorraine. Il rentre en Algérie en septembre 1917 et stationne à Aïn Sefra jusqu'au 8 juillet 1918. Il est enfin affecté à la 48e division d'infanterie jusqu'à l'Armistice.
Le 5e escadron est composé principalement de jeunes recrues engagées en août et septembre 1914. Il arrive en France le 3 octobre 1914. Arrivé à Pierrefonds le 9 octobre, il constitue, avec deux escadrons du 7e régiment de spahis et un du 1er régiment de spahis, le 7e régiment de marche de Spahis, commandé par le colonel Féraud-Giraud. En 1915, il participe aux combats dans l'Oise et notamment, les 5 et 6 juin, à l'attaque de Quennevières et à la tenue des tranchées à Bailly. En avril 1916, il participe à l'offensive sur la Somme. Il rentre ensuite en Algérie ; il arrive à Saïda le 6 octobre 1917. Il est rappelé en France le 9 juillet 1918 pour être intégré à la 38e division d'infanterie. Le 9 décembre 1918, moins d'un mois après la signature de l'Armistice, il participe au défilé des troupes à l'occasion de la visite du Président de la République Raymond Poincaré et du Président du Conseil Georges Clemenceau.
Le 6e escadron est quant à lui chargé principalement de la surveillance du littoral algérien jusqu'en juillet 1918. À cette date, il part pour la France où il intègre la 2e division marocaine et participe aux combats dans l'Oise et l'Argonne.
Enfin, les 7e et 8e escadrons du régiment sont formés par le 1er escadron du 1er régiment de spahis. Tandis qu'une partie de cet escadron gère la formation du peloton de mitrailleurs du régiment au sein du 7e escadron, le reste forme le 8e, créé formellement le 11 juillet 1918. Ce dernier débarque à Marseille le 3 août 1918 et rejoint la région d'Estrées-Saint-Denis où il effectue principalement des missions de reconnaissance et d'escorte.

### Entre-deux-guerres
Le 5e régiment de spahis est dissous en 1919.
Il est à nouveau mis sur pied de 1921 à 1927 lors de la guerre du Rif[réf. souhaitée].

### Seconde Guerre mondiale
Il a encore une brève existence à Médéa entre le 1er janvier 1944 et 1er juin 1946. Le régiment est formé en 1944 par des éléments du 7e régiment de spahis algériens, avant que ses spahis rejoignent le 1er régiment de spahis algériens qui revient à Médéa en 1946. Le 5e RSA est pendant cette période un régiment à cheval, avec un escadron d'automitrailleuses obsolètes.

### Guerre d'Algérie
L'unité est recréée le 1er novembre 1954 à Sousse (Tunisie) sous le nom de 5e escadron de spahis algériens  (5e ESA), à partir du 2e escadron du 7e RSA. Il s'agit toujours d'une unité montée.
Le 5e RSA est recréé à Aumale le 16 février 1956 à partir du 5e ESA. Le régiment, comptant trois escadrons de cavalerie et un escadron hors-rang, ce dernier comptant notamment un peloton d'automitrailleuses M8, est renforcé le 15 août par le 6e ESA, chargé des missions de garde d'honneur à Alger. Le régiment opère initialement par petits détachements, étant dispersé à Alger, Aumale, Bou Saâda et Djelfa. En septembre 1957, il est rassemblé dans la région d'Aumale et opère ensuite parfois en unité complète.
Le 5e régiment de spahis algériens perd son appellation « algériens » le 1er novembre 1958.
À la suite des accords d'Évian du 18 mars 1962 et du cessez-le-feu du lendemain en Algérie, le 5e régiment de Spahis constitue, comme 91 autres régiments, une des 114 unités de la Force locale, la 478e unité de force locale. Elle est placée sous l'autorité de l'Exécutif provisoire jusqu'à l'indépendance de l'Algérie, le 5 juillet 1962[réf. souhaitée].
Il est dissous le 1er août 1962.

## Inscriptions à l'étendard

Représentation des inscriptions sur le drapeau du 5e spahis.

Il porte, cousues en lettres d'or dans ses plis, les inscriptions suivantes, : 
- Picardie 1914
- Noyon 1918
- AFN 1952-1962

Le régiment ne porte pas l'inscription Maroc 1925-1926, car il a été alimenté de recrues marocaines à partir de 1926, avant de prendre l'appellation de 4e RSM en 1927[réf. souhaitée]. C'est donc l'étendard de ce dernier qui bénéficie de cette inscription.